# Marcel Brégégère
Marcel Brégégère est un homme politique français né le 29 août 1900 à Condat et décédé le 26 mars 1995, membre de la SFIO puis du Parti socialiste.

## Anciens mandats nationaux
Sous la IVe République, cet agriculteur est élu sénateur de la Dordogne le 19 juin 1955. 
Il est réélu sous la Ve République, le 26 avril 1959 puis en 1962 et 1971. Il demeure en fonctions jusqu'au 1er octobre 1980, date à laquelle il ne se représente pas.
De 1967 à 1980, il représente la France au Parlement européen.

## Ancien mandat local
De 1935 à 1973, il est maire de Condat-sur-Vézère.

## Autres activités
De par sa profession, il occupe plusieurs fonctions à la tête d'organismes en relation avec l'agriculture : président de la FDSEA de la Dordogne de 1947 à 1955 puis de la Caisse régionale de Crédit agricole et de la Fédération de la mutualité agricole de la Dordogne.